# 大野恵
大野 恵（おおの めぐみ、1984年12月24日 - ）は、北海道テレビ放送（HTB）の女性アナウンサー。

## 人物・略歴
- 千葉県成田市出身。成田高等学校、早稲田大学教育学部卒業。身長165cm。
- 父が高校の放送部で顧問を務めていたことからアナウンサーを志した[1]。
- 血液型はB型。趣味は舞台鑑賞(落語・歌舞伎など)　美術館巡り、茶道、旅行。特技は英会話[2]。「南平亭恵朝（なんぴらてい めぐっちょ）」の高座名で自ら落語も演じる[3]。
- 2007年春、北海道テレビ入社。三浦綾子のファンだったことから北海道に憧れを持ち、HTBに入社した[1]。
- 石沢綾子と国井美佐は2008年入社だが、テレビ朝日で大野と共に研修を受けたことから[4]、同期扱いされることが多い[5]。
- 入社後、数年間はアナウンサーと記者を兼務し、北海道各地での取材・リポート、VTR制作の日々を送る[6]。
- 2020年のM-1グランプリには同僚の福田太郎との漫才コンビ「大福」を結成してエントリーし、2回戦に進出した[7]。

## 担当番組
- イチオシ!!（2013年7月- 2014年3月28日、2023年10月2日 - ） - メインキャスター
- イチ盛り!（2023年4月6日 - ）
- HTBニュース（不定期）
- LOVE HOKKAIDO  - ナレーション
- ハナタレナックス - 進行役（不定期）
- HTBノンフィクション - ナレーション（不定期）

## 過去の出演番組
- イチモニ!（2011年3月- 2013年6月、2014年3月31日 - 2023年9月27日） - ニュースキャスター、スタジオレギュラー
- hit.com（2011年4月 - 2012年3月）
- おは天（2010年4月 - 2011年3月）
- onチャンネルHTB（不定期）
- アタック25（ABC）　佐藤麻美と出場。
- イチオシ!プラス（2013年4月6日 - 2014年9月27日）
- らぢおHTB（不定期 AIR-G'） - AIR-G（FM北海道）とHTBのコラボレーション番組。
- あなたとHTB（番組審議会などの広報番組 月1回放送）[8]
- キラキラ（2012年4月2日 - ）- ナレーション。[9]
- Hit.com Night（ - 2023年3月23日）[10]